# Seleção Cookense de Futebol Feminino
A Seleção Cookense de Futebol Feminino é a representante do país nas competições futebolísticas femininas. Ela é controlada pela Associação de Futebol das Ilhas Cook (CIFA), entidade que é filiada a Confederação de Futebol da Oceania.
Em quatro participações no campeonato continental, possui seu melhor desempenho em 2010 e 2014, quando terminou em terceiro lugar. A seleção nunca se classificou para um campeonato mundial, tanto com a seleção principal, quanto com as seleções de bases. Ilhas Cook também não participou de nenhum evento futebolístico nos Jogos Olímpicos.

## História

### Campeonato da Oceania de Futebol Feminino
Em campeonatos continentais organizados pela Confederação de Futebol da Oceania (OFC), a seleção cookense participou de apenas quatro edições. Na sua primeira participação, em 2003, obteve cinco derrotas em cinco jogos, sofrendo 26 gols e marcando apenas um.
Após ficar de fora do campeonato de 2007, a seleção obteve sua melhor campanha na edição de 2010. Na ocasião, Ilhas Cook se classificou para a fase seguinte em segundo lugar do grupo, apesar de ter sido goleada pela Nova Zelândia (10−0). Após uma derrota pelo placar mínimo para a Papua-Nova Guiné nas semifinais, Ilhas Cook venceu a seleção salomonense e conquistou o terceiro lugar. Em 2014, o campeonato voltou a ser disputado por apenas quatro seleções, Ilhas Cook empatou uma partida e perdeu duas, terminou em terceiro lugar pelos critérios de desempates.[carece de fontes?] Na edição de 2018, voltou a perder todas as partidas que disputou, terminando na última colocação do seu grupo.

#### Desempenho por edições
| Campeonato da Oceania de Futebol Feminino | Campeonato da Oceania de Futebol Feminino | Campeonato da Oceania de Futebol Feminino | Campeonato da Oceania de Futebol Feminino | Campeonato da Oceania de Futebol Feminino | Campeonato da Oceania de Futebol Feminino | Campeonato da Oceania de Futebol Feminino | Campeonato da Oceania de Futebol Feminino | Campeonato da Oceania de Futebol Feminino | Campeonato da Oceania de Futebol Feminino |
| Ano                                       | Resultado                                 | PJ                                        | V                                         | E                                         | D                                         | GM                                        | GC                                        | SG                                        |                                           |
| ----------------------------------------- | ----------------------------------------- | ----------------------------------------- | ----------------------------------------- | ----------------------------------------- | ----------------------------------------- | ----------------------------------------- | ----------------------------------------- | ----------------------------------------- | ----------------------------------------- |
| 1983                                      | Não participou                            | Não participou                            | Não participou                            | Não participou                            | Não participou                            | Não participou                            | Não participou                            | Não participou                            |                                           |
| 1986                                      | Não participou                            | Não participou                            | Não participou                            | Não participou                            | Não participou                            | Não participou                            | Não participou                            | Não participou                            |                                           |
| 1989                                      | Não participou                            | Não participou                            | Não participou                            | Não participou                            | Não participou                            | Não participou                            | Não participou                            | Não participou                            |                                           |
| 1991                                      | Não participou                            | Não participou                            | Não participou                            | Não participou                            | Não participou                            | Não participou                            | Não participou                            | Não participou                            |                                           |
| 1994                                      | Não participou                            | Não participou                            | Não participou                            | Não participou                            | Não participou                            | Não participou                            | Não participou                            | Não participou                            |                                           |
| 1998                                      | Não participou                            | Não participou                            | Não participou                            | Não participou                            | Não participou                            | Não participou                            | Não participou                            | Não participou                            |                                           |
| 2003                                      | Último lugar                              | 4                                         | 0                                         | 0                                         | 4                                         | 1                                         | 26                                        | −25                                       |                                           |
| 2007                                      | Não participou                            | Não participou                            | Não participou                            | Não participou                            | Não participou                            | Não participou                            | Não participou                            | Não participou                            |                                           |
| 2010                                      | Terceiro lugar                            | 5                                         | 3                                         | 0                                         | 2                                         | 5                                         | 11                                        | −6                                        |                                           |
| 2014                                      | Terceiro lugar                            | 3                                         | 0                                         | 1                                         | 2                                         | 2                                         | 16                                        | −14                                       |                                           |
| 2018                                      | Quarto lugar (Grupo B)                    | 3                                         | 0                                         | 0                                         | 3                                         | 0                                         | 10                                        | −10                                       |                                           |

## Categorias de base

### Sub-20
Incluindo a categoria sub-19 e sub-18, a seleção de Ilhas Cook participou de duas edições do Campeonato Feminino Sub-19 da OFC. Na primeira edição do torneio, a seleção foi eliminada na fase de grupos, perdendo para a Austrália por 15 a 0. Ilhas Cook ficou fora das duas edições seguintes, retornando em 2010, quando conquistou sua melhor campanha, o vice campeonato.[carece de fontes?] Voltou a ficar de fora das quatro últimas edições, mas foi confirmada como participante da edição de 2019, sediando a fase final do torneio.

#### Desempenho por edições
| Campeonato Feminino Sub-19 da OFC | Campeonato Feminino Sub-19 da OFC | Campeonato Feminino Sub-19 da OFC | Campeonato Feminino Sub-19 da OFC | Campeonato Feminino Sub-19 da OFC | Campeonato Feminino Sub-19 da OFC | Campeonato Feminino Sub-19 da OFC | Campeonato Feminino Sub-19 da OFC | Campeonato Feminino Sub-19 da OFC | Campeonato Feminino Sub-19 da OFC |
| Ano                               | Resultado                         | PJ                                | V                                 | E                                 | D                                 | GM                                | GC                                | SG                                |                                   |
| --------------------------------- | --------------------------------- | --------------------------------- | --------------------------------- | --------------------------------- | --------------------------------- | --------------------------------- | --------------------------------- | --------------------------------- | --------------------------------- |
| 2002                              | Terceiro lugar (Grupo B)          | 2                                 | 0                                 | 1                                 | 1                                 | 1                                 | 16                                | −15                               |                                   |
| 2004                              | Não participou                    | Não participou                    | Não participou                    | Não participou                    | Não participou                    | Não participou                    | Não participou                    | Não participou                    |                                   |
| 2006                              | Não participou                    | Não participou                    | Não participou                    | Não participou                    | Não participou                    | Não participou                    | Não participou                    | Não participou                    |                                   |
| 2010                              | Segundo lugar                     | 3                                 | 1                                 | 1                                 | 1                                 | 5                                 | 9                                 | −4                                |                                   |
| 2012                              | Não participou                    | Não participou                    | Não participou                    | Não participou                    | Não participou                    | Não participou                    | Não participou                    | Não participou                    |                                   |
| 2014                              | Não participou                    | Não participou                    | Não participou                    | Não participou                    | Não participou                    | Não participou                    | Não participou                    | Não participou                    |                                   |
| 2015                              | Não participou                    | Não participou                    | Não participou                    | Não participou                    | Não participou                    | Não participou                    | Não participou                    | Não participou                    |                                   |
| 2017                              | Não participou                    | Não participou                    | Não participou                    | Não participou                    | Não participou                    | Não participou                    | Não participou                    | Não participou                    |                                   |
| / 2019                            | Ainda não disputado               | Ainda não disputado               | Ainda não disputado               | Ainda não disputado               | Ainda não disputado               | Ainda não disputado               | Ainda não disputado               | Ainda não disputado               |                                   |

### Sub-17
No Campeonato Feminino Sub-16/17, a seleção de Ilhas Cook participou de três edições. Na primeira participação, encerrou sua campanha com o terceiro lugar. Na edição de 2016, acabou sendo eliminada na fase de grupos. No campeonato seguinte, em 2017, classificou-se para as semifinais, quando foi eliminada pela Nova Zelândia.

#### Desempenho por edições
| Campeonato Feminino Sub-17 da OFC | Campeonato Feminino Sub-17 da OFC | Campeonato Feminino Sub-17 da OFC | Campeonato Feminino Sub-17 da OFC | Campeonato Feminino Sub-17 da OFC | Campeonato Feminino Sub-17 da OFC | Campeonato Feminino Sub-17 da OFC | Campeonato Feminino Sub-17 da OFC | Campeonato Feminino Sub-17 da OFC | Campeonato Feminino Sub-17 da OFC |
| Ano                               | Resultado                         | PJ                                | V                                 | E                                 | D                                 | GM                                | GC                                | SG                                |                                   |
| --------------------------------- | --------------------------------- | --------------------------------- | --------------------------------- | --------------------------------- | --------------------------------- | --------------------------------- | --------------------------------- | --------------------------------- | --------------------------------- |
| 2010                              | Não participou                    | Não participou                    | Não participou                    | Não participou                    | Não participou                    | Não participou                    | Não participou                    | Não participou                    |                                   |
| 2012                              | Terceiro lugar                    | 3                                 | 1                                 | 0                                 | 2                                 | 5                                 | 10                                | −5                                |                                   |
| 2016                              | Terceiro lugar (Grupo B)          | 3                                 | 1                                 | 0                                 | 2                                 | 6                                 | 6                                 | 0                                 |                                   |
| 2017                              | Semifinalista                     | 3                                 | 2                                 | 0                                 | 1                                 | 7                                 | 12                                | −5                                |                                   |
| 2019                              | Ainda não disputado               | Ainda não disputado               | Ainda não disputado               | Ainda não disputado               | Ainda não disputado               | Ainda não disputado               | Ainda não disputado               | Ainda não disputado               |                                   |